# 200 francia frank (bankjegy, Montesquieu-típus)
A francia frank Montesquieu báró portréjával 1982. július 7-től kibocsájtott bankjegye volt 1864 óta az első 200 frankos címlet, amit a Banque de France forgalomba hozott. Ennek oka, hogy gyakorlati szempontok alapján szükségesnek tűnt a 100 és az 500 frankos közötti rés betöltése egy ilyen névértékű bankóval a mindennapi készpénzes tranzakciók megkönnyítésére. 1996-tól cserélték le a Gustave Eiffelt ábrázoló új 200 frankosra.

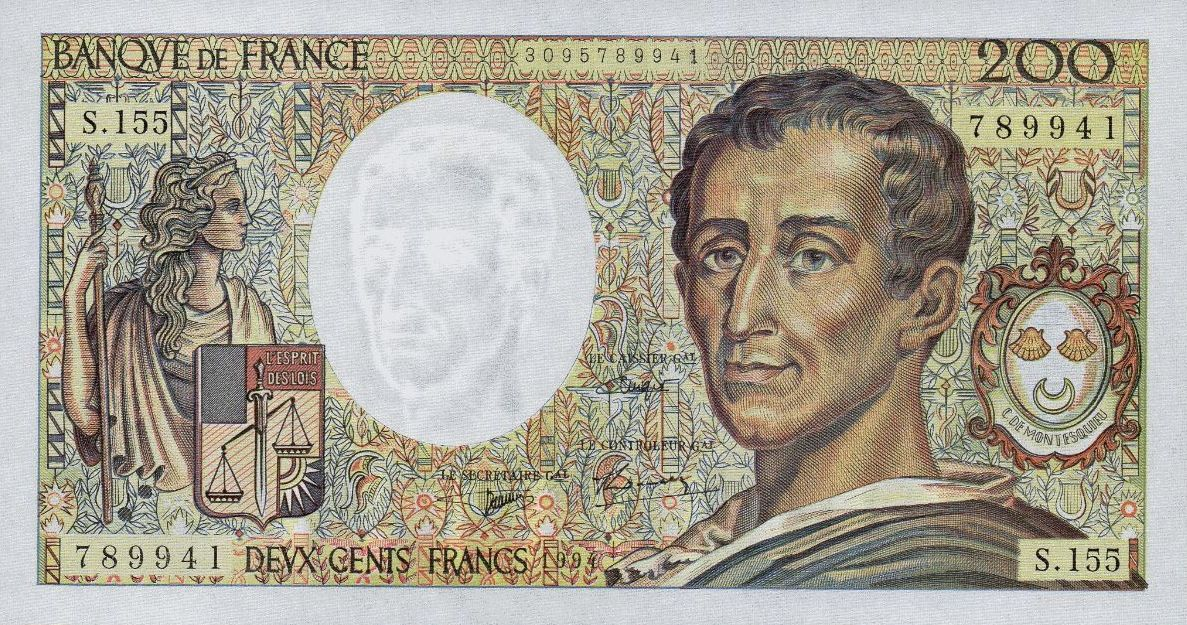
200 francia frank 1994. Montesquieu-típus.

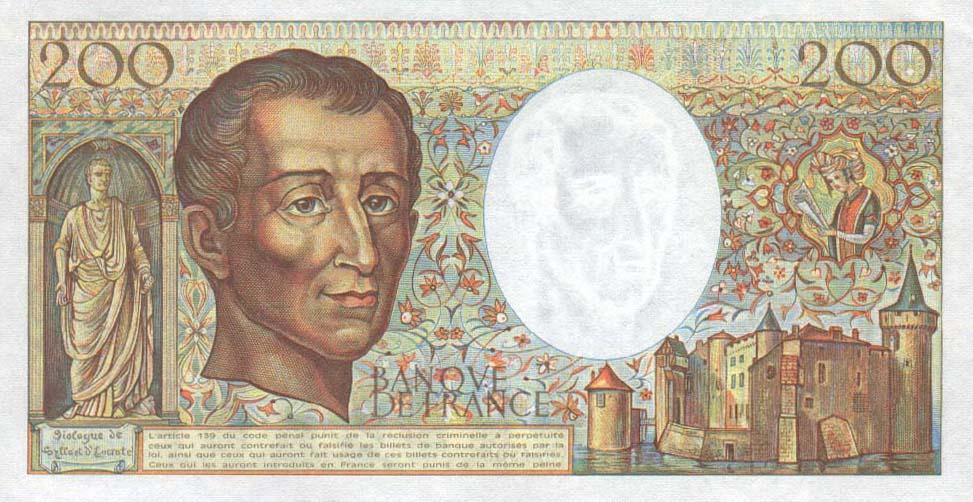
200 francia frank, Monbtesquieu-típus, hátoldal.

## Története

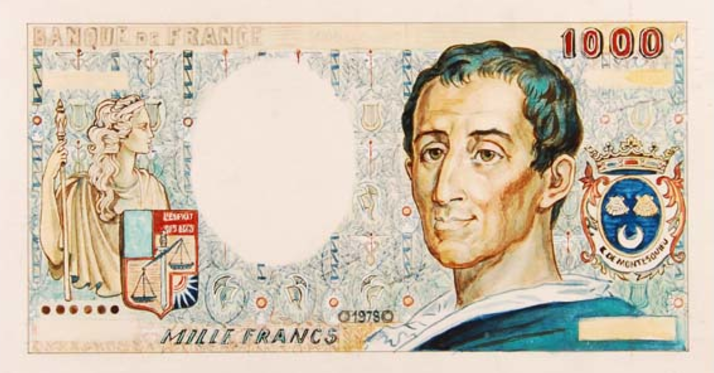
1000 francia frank, bankjegyterv. Montesquieu-típus, 1978.

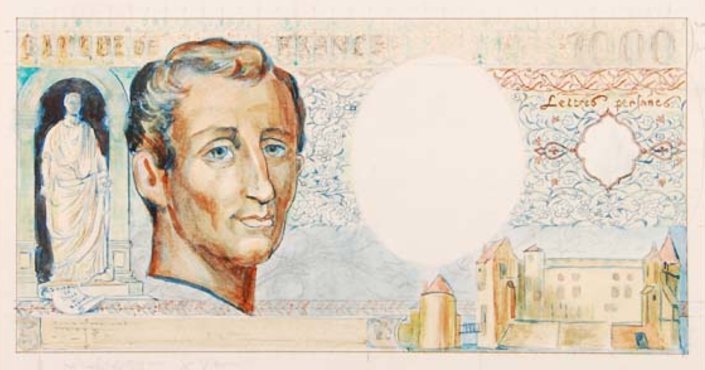
1000 francia frank, bankjegyterv, Montesquieu-típus, 1978 hátoldal.

A bankjegy az 1960-as valutareformmal bevezetett új, „nehéz frank” (franc lourd) - 1 új frank 100 régivel (anciens francs) volt egyenértékű - harmadik címletsorába tartozik. Ez a típus volt az első ilyen névértékű papírpénz, amelyet az 1848-as szériájú, 1890-ben kivont kétszázas után bevezettek. 1981. augusztus 20-án kezdték meg a nyomtatását. 1982. július 7-től 1998. április 1-ig volt forgalomban, összesen 3 380 000 000 példányban készült. A Banque de France 2008. március 31-ig váltotta be új címletekre, 2002. január 1-től euróra.
Eredetileg 190 X 98 mm mérteű 1000 frankosnak tervezték, de végül kétszázas lett belőle. Ez a 200 frankos bankjegy nem az 1968-tól kezdődően fokozatosan forgalomba került, modernebb stílusú 10, 20, 50, 100 és 500 frankosokra hasonlított, hanem a korábbi, 1953 -as és 1962 -es szériák rendkívül színes, konzervatívabb dizájnú, a szakértők szerint minden idők legszebb papírpénzei közé sorolható bankjegyeire. Alkotója Pierette Lambert (1928- ) tervezte több afrikai ország és francia birtok, tengerentúli függő terület papírpénzei mellett az 1966-1970 között kibocsájtott utolsó, Louis Pasteur-t (1822-1895) ábrázoló 5 frankos bankót, valamint az 1962-1976 között kiadott Jean Racine (1639-1699) portréjával nyomtatott 50 frankost is.

## Leírása
A korabeli francia bankjegyekhez hasonlóan mind az elő-, mind a hátoldalon ugyanannak a személynek kissé eltérő, más háttérben látható képmása van.

### Előoldal
Charles-Louis de Secondat (1689. január 18.-1755. február 10.), La Brède és Montesquieu bárójának, a kiemelkedő jelentőségű, a hatalmi ágak szétválasztásának szükségességét felismerő francia politikai filozófusnak, írónak és gondolkodónak portréja a jobb oldalon, mellette a címere, balra allegorikus, lándzsás nőalak, a "Törvény", pajzsán "L'ESPRIT DES LOIS" - "A törvények szelleme" felirat utal Montesquieu fő művére A törvények szelleméről-re (De l'esprit des lois, 1748).

### Hátoldal
Az iráni motívum alapnyomatos hátoldalon balról jobbra haladva először egy szobor látható, az 1724 -es Dialogue de Sylla et d’Eucrate-t jelképezve, majd Montesquieu jobbra néző portréja, a vízjelmező, majd a Château de la Brède kastély, és egy perzsa figura, aki az 1721-ben megjelent Perzsa levelek-et (Lettres Persanes) szimbolizálja.

### Vízjel
A vízjelben Montesquieu portréja látható.

### Mérete
Mérete: 172 X 91 mm.

### Biztonsági elemek
Metszetmélynyomtatás (intaglio technika), polychrom (többszínű) nyomtatás és vízjel, speciális, különlegesen vékony, de erős, hártyaszerű, jellegzetes francia bankjegypapír.

### Feliratok
Előoldal: Banque de France; Deux Cents Francs; Le Controleur Général; Le Caissier Général; Le Secrétaire Général -
Hátoldal: L'Article 139 du Code Pénal Punit de la Réclusion Criminelle a Perpetuité Ceux qui Auront Contrefait ou Falsifié les Billets de Banque Autorisés par la Loi, Ainsi que Ceux qui Auront Fait Usage de Ces Billets Contrefaits ou Falsifiés. Ceux Qui les Auront Introduits en France Seront Punis de la Même Peine.

### Változatai
A típus bankjegyein szereplő hitelesítő aláírás (Le Controleur Général, Le Caissier Général, Le Secrétaire Général) és dátumváltozatok:
- Strohl / Tronche / Dentaud: 1981, 1982, 1983, 1984, 1985, 1986
- Strohl / Ferman / Dentaud: 1987
- Ferman / Dentaud / Charriau: 1988, 1989
- Bruneel / Dentaud / Charriau: 1990, 1991
- Bruneel / Bonnardin / Charriau: 1992
- Bruneel / Bonnardin / Vigier: 1994[3][6]

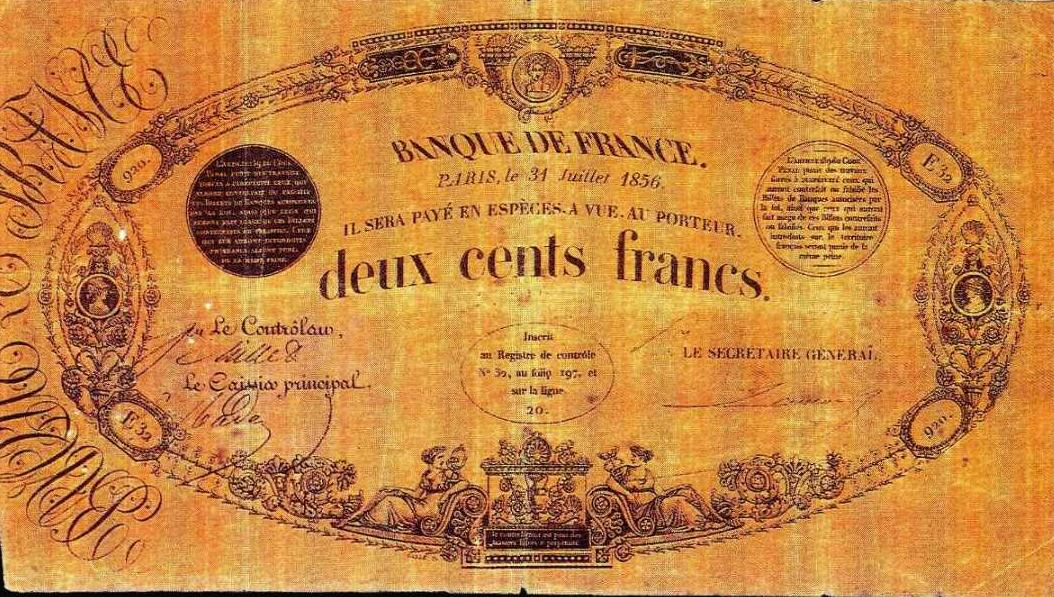
A Banque de France 1848 és 1864 között kibocsájtott noir, "fekete" típusú 200 frankos bankjegye.